# Josef Folwartschny
Josef Folwartschny (10. října 1863, Dolní Bludovice – 25. září 1927, Orlová) byl luterský duchovní.
Pocházel z Dolních Bludovic. V letech 1889–1907 působil v duchovenské službě v Haliči a na Bukovině. Od roku 1909 působil jako farář v Orlové. V letech 1921–1927 byl seniorem Augšburské církve evangelické ve východním Slezsku v Československu.
Byl synovcem seniora Martina Haaseho.